# Ōmachi, Nagano
Ōmachi (大町市 Ōmachi-shi) là một thành phố thuộc tỉnh Nagano, Nhật Bản.